# Supercopa d'Europa de futbol 2000
La Supercopa d'Europa 2000 es va disputar el 25 d'agost del 2000 entre el Reial Madrid d'Espanya i el Galatasaray de Turquia. El Real Madrid es va classificar al vèncer al València en la Lliga de Campions de la UEFA 1999-2000, mentre que el Galatasaray es va classificar després de batre al Arsenal FC en la final de la Copa de la UEFA 1999-2000. El Galatasaray va guanyar el partit 2–1, ambdós gols els va marcar Mário Jardel, l'últim va ser un Gol d'or.
Aquesta va ser la primera Supercopa disputada pels guanyadors de la Copa de la UEFA (ara la UEFA Europa League). Fins al 1999, va ser disputada pels guanyadors de la Lliga de Campions de la UEFA i els guanyadors de la Recopa d'Europa, però aquesta va ser interrompuda després de la temporada 1998–99.

## Seu
L'Estadi Lluís II de Mònaco havia estat la seu de la Supercopa d'Europa cada any des de 1998. Construït el 1985, l'estadi és també la seu de l'AS Monaco, que juga la lliga francesa de futbol.

## Equips
| Equip        | Classificació                                           | Participació anterior (negreta indica guanyadors) |
| ------------ | ------------------------------------------------------- | ------------------------------------------------- |
| Reial Madrid | guanyadors de la Lliga de Campions de la UEFA 1999-2000 | 1998                                              |
| Galatasaray  | guanyadors de la Copa de la UEFA 1999-2000              | Cap                                               |

## Resum del partit
Dos gols del nou signant Mário Jardel, incloent un Gol d'or guanyador en el minut 103, va proporcionar al Galatasaray el seu segon trofeu de la UEFA en tres mesos després que l'equip turc guanyés la Supercopa d'Europa al derrotar el Real Madrid 2-1 al Estadi Lluís II de Mònaco.

### Èxit dels penals
Fins al gol de Jardel, el partit havia estat un conte de dos penals, ja que tant Mário Jardel com Raúl havien marcat un gol de penal per a cada equip. Els turcs van agafar l'avantatge en el minut 41 quan Jardel va batre el porter del Real Madrid Iker Casillas després que Iván Campo cometés un error i deixés Hakan Ünsal sol dins l'àrea. Però el Madrid va respondre a 11 minuts de que s'acabés el partit quan Raúl va passar la pilota per darrere de Cláudio Taffarel després que Suat Kaya va controlar el centre de Sávio. Tanmateix, Jardel, que es va fitxar del Porto per reemplaçar Hakan Şükür, va realçar la seva reputació fins i tot més enllà quan va convertir el pase des de la dreta del substitut Fatih Akyella en gol des de vuit metres en el temps afegit, a delícia del contingent turc reunit.

### Avantatge per sorpresa
El Real Madrid, campions de l'edició passada de la Lliga de Campions de la UEFA, va tenir la majoria de la possessió i de les ocasions de gol, però va ser incapaç de marcar gol malgrat diversos intents del recent signant Luís Figo. Els espanyols Iván Helguera i Iván Campo que se situaven al centre de la defensa, van oferir més amenaça atacant des de l'inici del partit, amb Figo xutant des de 16 metres per poc sobre del travesser de Taffarelde després que l'arbitre austríac Günter Benkö decidís donar l'avantatge, malgrat l'assistent aixequés la bandera en el minut 12. Moments més tard, Figo un altre cop va xutar en un tir lliure després que Guti hagués rebut una falta a 20 metres de la porteria rival. El Galatasaray va respondre amb un contraatac ràpid quan Gheorghe Hagi va assistir amb el cap el pase de Taffarel a Jardel, però Campo es va apressar a allunyar qualsevol perill.

### Fallada imperdonable
Raúl llavors va malgastar la millor ocasió de la meitat del Madrid en el minut 16 amb el seu primer toc del partit. Roberto Carlos va enviar una passada a mig camí dins el camp del Galatasaray que va arribar a la seva manera a un Raúl llunyà, però l'espanyol internacional amb la selecció, va xutar molt amunt des de molt a prop i va fallar. A hores d'ara, el Madrid començava a assumir el control, amb Figo un altre cop sacant la pilota des d'una falta, Sávio provant Taffarel amb un xut des d'un angle agut a l'esquerra, i Geremi rematant una pilota als braços de Taffarel d'un córner de Figo, tot en un temps de tres minuts.

### Ressorgiment turc
Els turcs, disputant el partit com a guanyadors de la Copa de la UEFA, van trencar el setge en el minut 25 quan el centre des de l'esquerra de Gheorghe Hagi trobava el cap d'Ümit Davala, però el seu esforç es va topar amb Iker Casillas, que va aturar la pilota. El moviment semblava assenyalar un ressorgiment turc amb Hagi xutant des de 25 metres que va passar per darrere de Casillas en el minut 38 després que al romanès internacional li donessin temps i espai per xutar una treballada falta. Hagi i Jardel llavors van combinar dins l'àrea de penal amb Okan Buruk, però el seu tir va ser refusat, com també ho va ser el de Bülent Korkmaz, que va agafar el rebot, abans que el conjunt turc finalment aconseguís l'objectiu.

### El Madrid es va agafar al salvavides
La primera ocasió de gol de la segona meitat va venir de la mà de Roberto Carlos, qui va enviar la pilota a les mans de Taffarel des de 30 metres després que l'àrbitre xiulés falta d'Okan a Sávio. Tanmateix, el Galatasaray hauria d'haver estès el seu avantatge en el minut 58 quan Bülent va bombar la pilota sobre el pal des de cinc metres, ja que estava ben col·locat. Pedro Munitis, que va substituir un decebedor Guti, llavors va ajudar a marcar a Raúl en el minut 63, però com Bülent moments abans que ell, va ser responsable d'un error garrafal des de set metres, ja que Taffarel va aturar el seu xut.
Els espanyols començaven a semblar més desesperats per marcar a mesura que el partit avançava, amb Claude Makélélé incapaç de fer gol després d'evitar xutar des de 12 metres, els van tirar un salvavides quan l'àrbitre austríac Benkö va assenyalar el punt de penal. Raúl no va deixar res a l'atzar i va marcar a Taffarel per igualar el partit.

### Atacs tardans
Ambdós equips van intentar, per evitar la pròrroga, tirar els atacants endavant en els minuts finals amb Suat Kaya i el substitut Hasan Şunş pel Galatasaray, mentre a l'altre banda, Taffarel es va haver de tirar a la seva esquerra tres minuts abans d'acabar el partit per aturar el xut ajustat al pal des de sis metres d'Albert Celades, després d'una bona jugada de Pedro Munitis.

### Detalls
| Reial Madrid CF | 1–2 (pr.)         | Galatasaray                        |
| --------------- | ----------------- | ---------------------------------- |
| Raúl 79' (pen.) | Report 1 Report 2 | Jardel 41' (pen.), 103' (gol d'or) |

| Real Madrid | Galatasaray |

| PO                 | 25 | Iker Casillas    |      |     |
| DEF                | 12 | Iván Campo       | 66'  |     |
| DEF                | 15 | Iván Helguera    | 32'  |     |
| DEF                | 21 | Geremi           |      |     |
| DEF                | 3  | Roberto Carlos   |      |     |
| MC                 | 10 | Luís Figo        | 70'  |     |
| MC                 | 16 | Claude Makélélé  | 22'  |     |
| MC                 | 6  | Albert Celades   | 100' |     |
| MC                 | 11 | Sávio            |      |     |
| MC                 | 14 | Guti             | 53'  |     |
| DV                 | 7  | Raúl (c)         |      |     |
| Substituts:        |    |                  |      |     |
| PO                 | 13 | César Sánchez    |      |     |
| DEF                | 2  | Míchel Salgado   | 100' |     |
| DEF                | 18 | Aitor Karanka    |      |     |
| MC                 | 17 | Flávio Conceição | 66'  |     |
| MC                 | 19 | Santiago Solari  |      |     |
| DV                 | 22 | Pedro Munitis    | 99'  | 53' |
| entenador:         |    |                  |      |     |
| Vicente del Bosque |    |                  |      |     |

| PO             | 1  | Cláudio Taffarel   |     |     |
| DEF            | 35 | Capone             | 86' |     |
| DEF            | 4  | Gheorghe Popescu   |     |     |
| DEF            | 3  | Bülent Korkmaz (c) |     |     |
| DEF            | 57 | Hakan Ünsal        |     |     |
| MC             | 7  | Okan Buruk         | 7'  | 81' |
| MC             | 5  | Emre Belözoğlu     |     |     |
| MC             | 8  | Suat Kaya          | 29' |     |
| MC             | 10 | Gheorghe Hagi      | 72' |     |
| DV             | 22 | Ümit Davala        | 90' |     |
| DV             | 9  | Mário Jardel       |     |     |
| Substituts:    |    |                    |     |     |
| PO             | 16 | Kerem İnan         |     |     |
| DEF            | 6  | Ahmet Yıldırım     |     |     |
| DEF            | 14 | Fatih Akyel        | 86' |     |
| MC             | 11 | Hasan Şunş         | 81' |     |
| MC             | 28 | Bülent Akın        | 72' |     |
| DV             | 20 | Serkan Aykut       |     |     |
| entrenador:    |    |                    |     |     |
| Mircea Lucescu |    |                    |     |     |

| Home del Partit: Okan Buruk (Galatasaray) Àrbitres d'ajudant: Egon Bereuter (Àustria) Markus Mayr (Àustria) Quart oficial: Fritz Stuchlik (Àustria) | Regles de partit - 90 minuts - 30 minuts de pròrroga si cal - Tanda de penals si persisteix l'empat - Sis substituts a la banqueta - Màxim de tres substitucions |

| Supercopa d'Europa 2000     |
| --------------------------- |
| Turquia                     |
| Galatasaray SK Primer títol |